# Kieszeń książki
Kieszeń książki – trójkątny lub prostokątny kawałek płótna, papieru lub elastycznego tworzywa sztucznego (najczęściej przezroczystego) przyklejony do wewnętrznej okładziny okładki w dolnym zewnętrznym rogu lub wzdłuż zewnętrznej krawędzi, występujący w oprawie twardej książek. Służy jako kieszeń, w której można umieszczać integralne rzeczy należące do danego wydania książki, albumu, atlasu itp. jak np. mapy, plansze, wzorniki, karty perforowane ułatwiające czytanie tabel, wykazy skrótów, specjalne papierowe okulary z różnokolorową folią, CD i inne pomocnicze materiały. 
W oprawach bibliotecznych kieszenie są specjalnie przyklejane na miejscu w bibliotekach w celu umieszczania w nich kart bibliotecznych.